# Hermantown
Hermantown é uma cidade localizada no estado americano de Minnesota, no Condado de St. Louis.

## Demografia
Segundo o censo americano de 2000, a sua população era de 7448 habitantes.
Em 2006, foi estimada uma população de 9106, um aumento de 1658 (22.3%).

## Geografia
De acordo com o United States Census Bureau tem uma área de
88,9 km², dos quais 88,9 km² cobertos por terra e 0,0 km² cobertos por água.

## Localidades na vizinhança
O diagrama seguinte representa as localidades num raio de 16 km ao redor de Hermantown.